# 南栄町 (春日部市)
南栄町（みなみさかえちょう）は、埼玉県春日部市の町丁。現行行政地名は南栄町のみ。丁番を持たない単独町名である。住居表示未実施地区。郵便番号は344-0057。南栄町工業団地という工業団地が所在する。

## 地理
埼玉県の東部地域で、春日部市北西部の沖積平野上に位置する地区である。東側で浜川戸、南側で西八木崎、西側で新方袋、北側で内牧や栄町と隣接する。また、北東側では対角線上に梅田が位置する。地区の区域は扇形をしており、東側の境界を国道16号（岩槻春日部バイパス）、北側の境界を古隅田川（新流路）、西から南側にかけて古隅田川の流路跡に沿って緩い円弧を描くように境界線があり、古隅田川緑道（遊歩道）が整備されている。地区内は市街化区域で、主に工業専用地域に指定され、かつて市が行なった工場誘致条例により数多くの工場や事業所が立地する。したがって住宅は扇の頂点付近（C地区）に僅かに見られる程度である。地区北端を流れる古隅田川の右岸側（南栄町側）には桜並木が整備されている。

## 歴史
- 1969年（昭和44年）7月19日 - 区画整理事業が実施され、大字粕壁の一部より南栄町が成立[8]。
- 2005年（平成17年）10月1日 - 春日部市が北葛飾郡庄和町と合併し、新たな春日部市が発足、同市の町丁となる。

## 世帯数と人口
2024年（令和6年）1月1日現在の世帯数と人口は以下の通りである
| 丁目   | 世帯数 | 人口 |
| ------ | ------ | ---- |
| 南栄町 | 37世帯 | 53人 |

## 小・中学校の学区
市立小・中学校に通う場合、学区は以下の通りとなる。
| 丁目   | 番地 | 小学校               | 中学校                 |
| ------ | ---- | -------------------- | ---------------------- |
| 南栄町 | 全域 | 春日部市立内牧小学校 | 春日部市立春日部中学校 |

## 交通
地内に鉄道は敷設されていない。最寄り駅は東武鉄道野田線（東武アーバンパークライン）八木崎駅である。

### 道路
- 国道16号岩槻春日部バイパス
- かえで通り

### バス
朝日自動車杉戸営業所
- 春日部駅西口〜南栄町〜春日部エミナース線・春日部駅西口〜南栄町〜内牧彩光苑線
地内に「南栄町」停留所（系統番号：KB34-35）が設置されている[10]。

春日部市コミュニティバス「春バス」
地区内を縦貫・巡回する路線は設定されていない。

## 施設
- 南栄町工業団地（春日部内牧工業団地）
- 南栄町中央児童公園 - 市の一時避難所に指定。道路や「南栄町工業団地交差点」を挟み、4箇所に分かれて所在する。
- 南栄町第1近隣公園 - 市の避難場所に指定。
  - 南栄町グラウンド